# Dana White
Dana White, né le 28 juillet 1969 à Manchester, Connecticut, est l'actuel président de l'Ultimate Fighting Championship (UFC), une organisation de combat libre basée aux États-Unis. L'UFC est une organisation de MMA, un sport de combat mélangeant plusieurs sports de combats dans l'octogone.

## Biographie

### Jeunesse
Né à Manchester dans le Connecticut, White a grandi entre Las Vegas, Boston et dans le Massachusetts. Depuis son enfance, White est un fan absolu des Red Sox de Boston, l'équipe de baseball de la capitale du Massachusetts.

### Carrière
Il a été un professeur d'aérobic. En 1992, il crée l'entreprise Dana White à Las Vegas. Il donne des cours d'aérobic dans trois gymnases de la région de Vegas et devient le manager de Tito Ortiz et Chuck Liddell.
C'est par leur intermédiaire qu'il fait la connaissance de Bob Meyrowitz, le propriétaire de l'UFC à ce moment-là. Ce dernier lui dit que l'UFC, qui se porte mal à cette époque, est à vendre. White prend contact avec Lorenzo Fertitta, un ami d'enfance et propriétaire de casinos à Las Vegas. Le 1er janvier 2001, Fertitta et son frère Frank rachètent l'UFC pour deux millions de dollars et placent White à la tête de l'entreprise. White va développer l'entreprise et en faire un mastodonte des sports de combat en quelques années. En 2016, l'UFC est revendue au groupe Endeavor pour quatre milliards de dollars. White est maintenu au poste de président et possède toujours 9 % des parts de la société.
Il a fait une apparition dans l'émission télévisée de prêts sur gage Pawn Stars (Saison 15).

### Vie privée
White est marié à Anne, depuis 1996, et ils ont deux fils et une fille,,.
Il est un fervent soutien de Donald Trump lors des élections américaines de 2024.

## Controverses
Le 1er avril 2009, White est filmé lors d'une dispute verbale avec Loretta Hunt, journaliste sportive pour le site Sherdog, à propos d'un de ses articles. D'abord mise sur son compte YouTube, la vidéo a été retirée, puis publiée à nouveau sur plusieurs sites et fut décriée par plusieurs associations, dont la Gay & Lesbian Alliance Against Defamation pour l'utilisation de propos homophobes,,. White s'est excusé par la suite pour ses propos. Il a cependant évité d'inclure Hunt dans ses excuses.
La nuit du nouvel an, le 1er janvier 2023, il est filmé en discothèque en train d'assener une claque à sa femme après que celle-ci l'ait d'abord frappé. Il s'excusera publiquement le 3 janvier.

## Actions caritatives
En décembre 2010, Dana White a fait un don de 50 000 dollars pour que puisse être opérée d'urgence une enfant de sept mois, fille d'un entraineur thaïlandais de MMA employé au camp Tiger Muay Thai de Phuket, où plusieurs challengers de l'UFC s'entraînent pour améliorer leurs compétences en boxe pieds-poings. Grâce au relais d'une communauté de fans de MMA, les fonds nécessaires ont été réunis par le patron de l'UFC et l'opération de survie réalisée avec succès.